# Rogers Avenue (métro de Baltimore)
Rogers Avenue est une station de métro américaine de l'unique ligne, d'Owings Mills à Johns Hopkins Hospital, du métro de Baltimore. Elle est située 4300 Hayward Avenue à Baltimore, dans le Maryland. 
Ouverte en 1983, elle est exploitée, comme l'ensemble du métro, par la compagnie Maryland Transit Administration (MTA Maryland).

## Situation sur le réseau

Plan de la ligne unique du métro.

Établie en aérien, Rogers Avenue est une station de passage de la Metro SubwayLink du métro de Baltimore. Elle est située entre la station Reisterstown Plaza, en direction du terminus nord-ouest Owings Mills, et la station West Cold Spring en direction du terminus sud-est Johns Hopkins Hospital.

## Histoire
La station Rogers Avenue est mise en service le 21 novembre 1983, lors de l'ouverture à l'exploitation de la première section, de 12,2 km, entre Charles Center et Reisterstown Plaza.